# Achatius Kahl

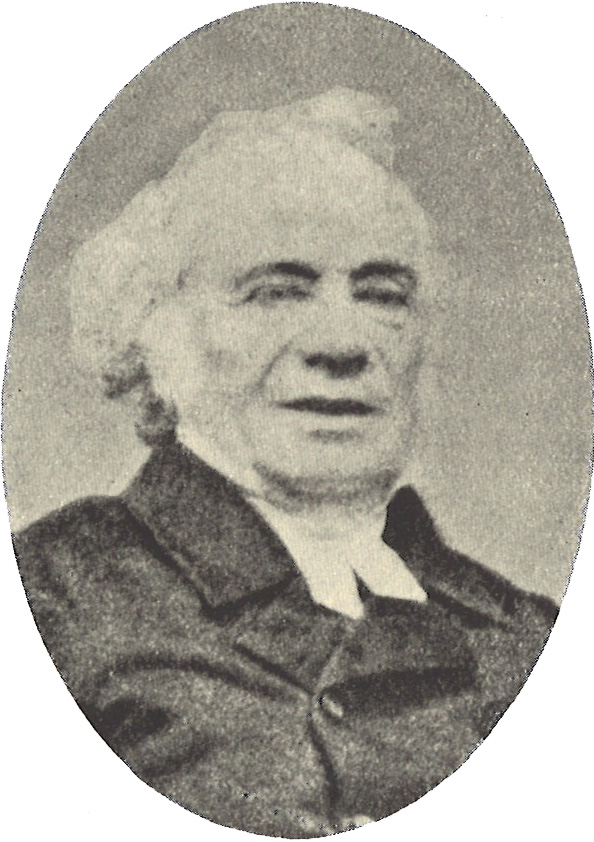
Achatius Kahl på äldre dagar.

Achatius (Åke)  Johan Kahl, född den 17 oktober 1794 på Ven, död den 24 januari 1888 i Lund, var en svensk präst och författare.

## Biografi
Kahl blev 1806 student vid Lunds universitet, 1814 filosofie magister, 1815 docent i romersk vältalighet och 1821 adjunkt i österländska språk. 1821–1824 och 1828–1829 förestod han professuren i sistnämnda ämne samt hösten 1826 professuren i romersk vältalighet och poesi. Kahl, som 1825 prästvigts, utnämndes 1827 till förste stadskomminister i Lund samt kyrkoherde i Stora Råby och Bjällerups socknar och erhöll 1830 prosttiteln.
I striden vid tillsättandet av domprostbefattningen i Lund efter Christian Wåhlins död 1829 deltog Kahl med iver. Av det akademiska konsistoriet sattes han i tredje förslagsrummet. Ett moment i striden och på samma gång ett minnesmärke av den blev den av Kahl utgivna Anti-Quartalskrift (två häften 1831). År 1844 blev Kahl teologie doktor, och 1865 kreerades han till filosofie jubeldoktor. Redan som tjänstgörande präst ivrig svedenborgare sysslade han under sin långa tjänstledighet huvudsakligen med studier i Swedenborgs lära.
I sina yngre dagar var Kahl en flitig medlem av Härbärget och tecknade med mycken pietet drag av dess historia i arbetena Tegnér och hans samtida i Lund (1851; 2:a upplagan 1868) och Tegnérsstatyen i Lund (1853). Kahls filologiska författarskap torde inte ha varit utan sina förtjänster, men har helt trätt i skuggan för hans ovannämnda minnesteckningar och hans skrifter rörande svedenborgianismen. De märkligaste bland dessa är Em. Svedenborgii itinerarium, sect. II (1844), Eman. Svedenborgii diarii spiritualis partis VII sect. III (1859) samt framför allt Nya kyrkan och dess inflytande på theologiens studium i Sverige (1847–1864). I detta arbete betecknas Swedenborg som kristendomens främste försvarare mot naturalism och materialism.